# Kamienica przy ulicy Jagiellońskiej 3 w Katowicach
Kamienica przy ulicy Jagiellońskiej 3 w Katowicach – zabytkowa kamienica mieszkalna, położona przy ulicy Jagiellońskiej 3 w Katowicach-Śródmieściu.
Została ona oddana do użytku w 1894 roku, a zaprojektował ją J. Kustosch. Została ona wybudowana z cegły w stylu eklektycznym. Rok później ukończono budowę tylnej oficyny, zaś w 1902 roku przebudowano przyziemie budynku. W dniu 12 czerwca 1992 roku wpisano ją do rejestru zabytków pod numerem A/1467/92 (współczesny numer to A/758/2021) – granice ochrony obejmują cały budynek. Jeszcze w tym samym roku kamienica została zmodernizowana. 
Budynek wpisany jest także do gminnej ewidencji zabytków miasta Katowice, a także ujęty jest w strefie ochrony konserwatorskiej ustalonej na mocy miejscowego planu zagospodarowania przestrzennego uchwalonego 28 maja 2014 roku. Na początku 2022 roku w systemie REGON pod tym adresem zarejestrowanych były 2 aktywne podmioty gospodarcze, a także prowadzony był tu aparthotel. 
Powierzchnia zabudowy budynku wynosi 271 m². Kamienica posiada cztery kondygnacje nadziemne i jedną podziemną.